# Токаревский сельский совет (Белозёрский район)
Токаревский сельский совет (укр. Токарівська сільська рада) — входит в состав
Белозёрского района
Херсонской области
Украины.
Административный центр сельского совета находится в 
с. Токаревка
.

## История
- 1780 — дата образования.

## Населённые пункты совета
- с. Токаревка
- с. Ивановка
- с. Новотягинка